# Phare de Torres (Brésil)
Le phare de Torres (en portugais : Farol de Torres) est un phare situé à Torres, dans l'État de Rio Grande do Sul - (Brésil).
Ce phare est la propriété de la Marine brésilienne et il est géré par le Centro de Sinalização Náutica e Reparos Almirante Moraes Rego (CAMR) au sein de la Direction de l'Hydrographie et de la Navigation (DHN).

## Histoire
Le premier phare a été mis en service le 25 janvier 1912 pour améliorer la signalisation de ce tronçon de littoral, à cause d'une formation rocheuse connue sous le nom de As Torres et d'une île nommée Ilhados Lobos qui est un obstacle dangereux pour la navigation. C'était une tour en fer de dix mètres de haut portant une lumière dioptrique de 3e ordre émettant des éclairs blancs et rouges visibles jusqu'à 19 milles nautiques (environ 35 km). Attaqué par la corrosion il est resté en service jusqu'à l'inauguration du nouveau phare.
Le second phare était une tour métallique blanche de dix mètres de haut, mis en service le 18 février 1928. Il était équipé d'une lumière blanche automatique alimentée au gaz d'acétylène. Il fut aussi atteint par la rouille.
Le troisième phare a été construit en maçonnerie. C'est une tour blanche de quinze mètres de haut qui a été inaugurée le 19 mai 1952 et équipée d'une lampe adaptée à la lumière électrique. En 1958, il a reçu un revêtement carrelage. Une tour de télécommunication de 46 m construite à côté a perturbé l'identification du phare qui a donc été désactivé.
La lumière actuelle se trouve au sommet de cette tour qui a été activée le 3 septembre 1993 devenant le phare actuel de Torres. Il émet, à 85 m de hauteur focale, un long éclat blanc toutes les 10 secondes. Sa portée est de 23 milles nautiques (environ 42 km).
Identifiant : ARLHS : BRA007 ; BR3960 - Amirauté : G0602 - NGA :18924.

## Caractéristique dufeu maritime
- Fréquence sur 10 secondes :
  - Lumière : 2 secondes
  - Obscurité : 8 secondes

|             |
| Le 3e phare |

|        |
| Torres |

### Lien connexe
- Liste des phares du Brésil